# Rannsakningsfängelset, Myntgatan

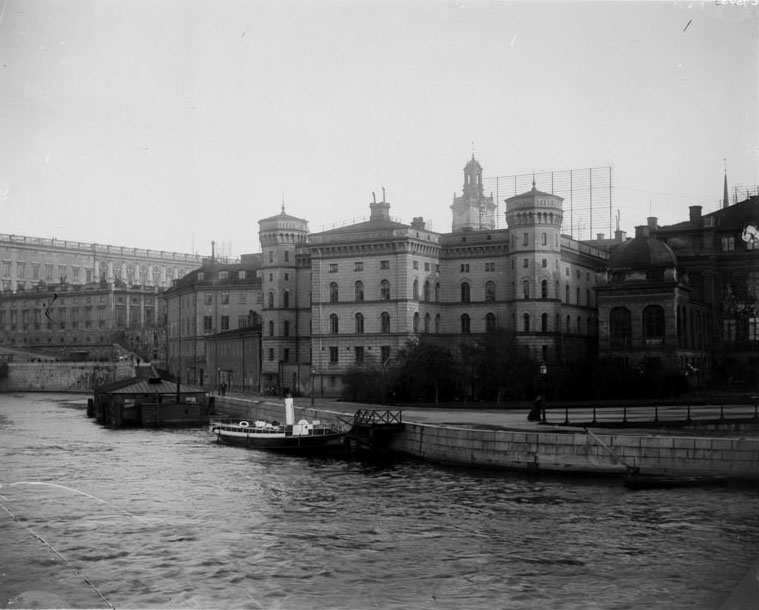
Rannsakningsfängelset sett från Norrström. I fonden Stockholms slott

Rannsakningsfängelset (eller Cellfängelset) på Myntgatan i Gamla Stan i Stockholm var ett häkte beläget på platsen för Kanslihuset.

## Historik

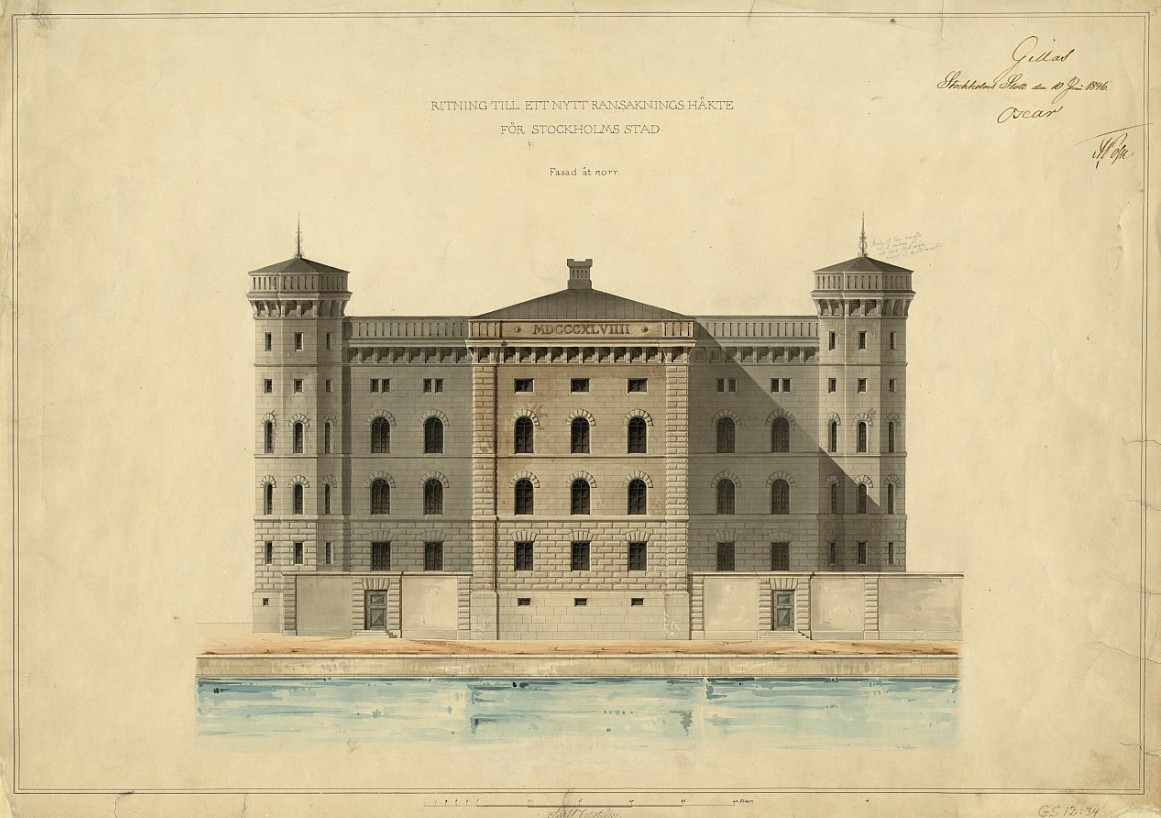
Fasadritning från 1846.

Stadens tidigare rannsakningshäkten hade legat under domstolslokalerna. Sålunda var bland annat källarna i Södra stadshuset och dåvarande Rådhuset inredda med galler och grindar. Fängelsemiljön var bedrövlig och ohälsosam, men 1800-talet kom att medföra en humanisering av rättsväsendet. 1841 fattade riksdagen beslut beträffande om- och tillbyggnader av fängelser som innebar krav på cellsystem.
1846 påbörjade staden bygget av ett för tiden modernt cellfängelse vid Myntgatan. Byggnaden som ritats av Per Axel Nyström i florentinsk medeltidsstil stod färdig och öppnades 1852. Fängelset förbands av en gångbro med det intilliggande Rådhuset, samt med Polishuset i Polusska huset (som samma år flyttat från Norrbro och det Sundsvallska huset). Fängelset hade 163 celler om 3 gånger 1,8 meter, med 50 cm tjocka tegelväggar, för att inhysa såväl personer häktade för brott som lösdriveri, medan vaktstyrkan uppgick till ett tjugotal anställda. 
Kapaciteten visade sig dock snart allt för klen. 1905 nådde omsättningen sitt maximum, då inte mindre än 13 400 fångar intogs, vilket fick till följd att de små cellerna i många fall fick delas av flera häktade. 1903 hade staden fattat beslut om uppförandet av ett nytt polishus och häkte. 1911 stod Stockholms polishus färdigt varvid fängelset på Myntgatan utrymdes. Fängelset på Myntgatan revs 1929-1930 i samband med att det nya Kanslihuset uppfördes.

## Bilder

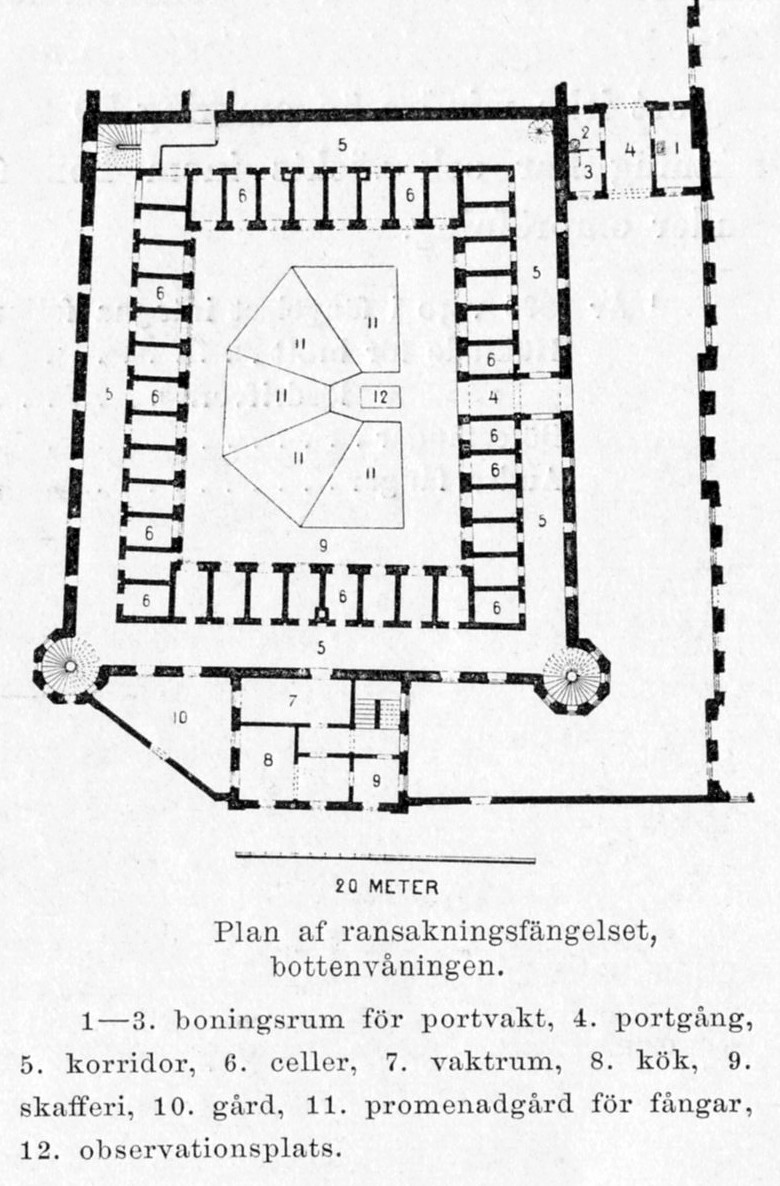
Planritning
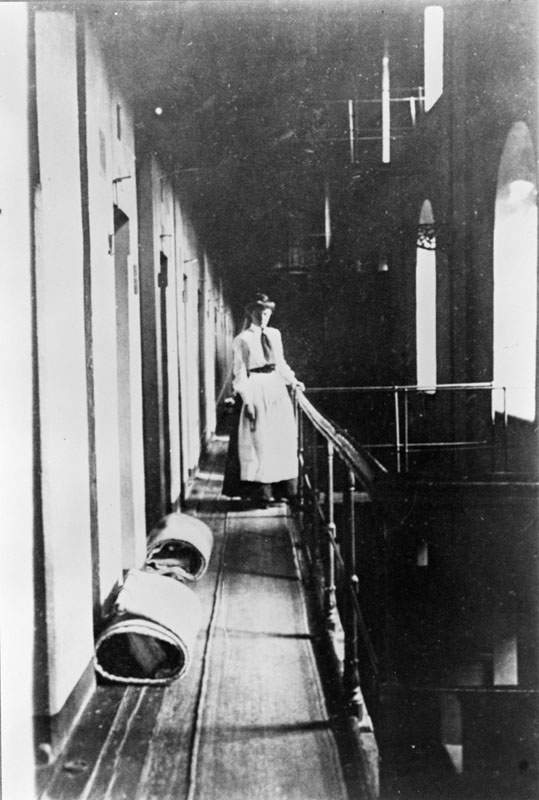
Kvinnliga avdelningen
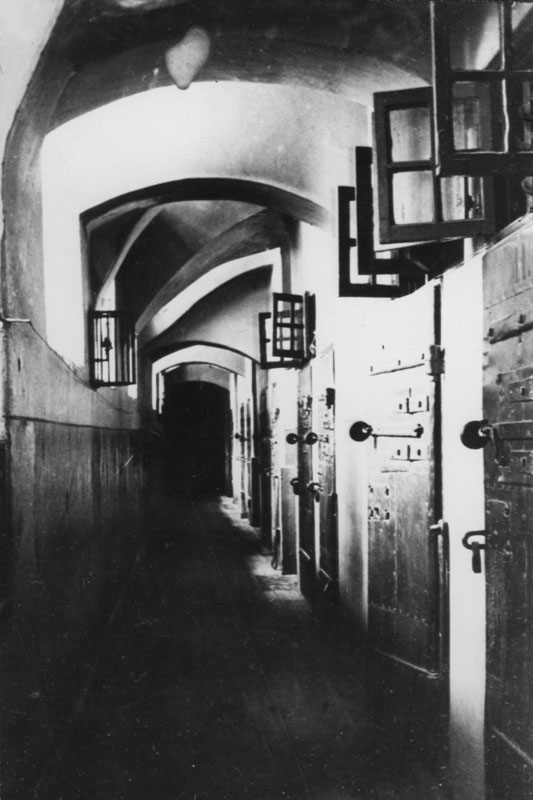
Korridor
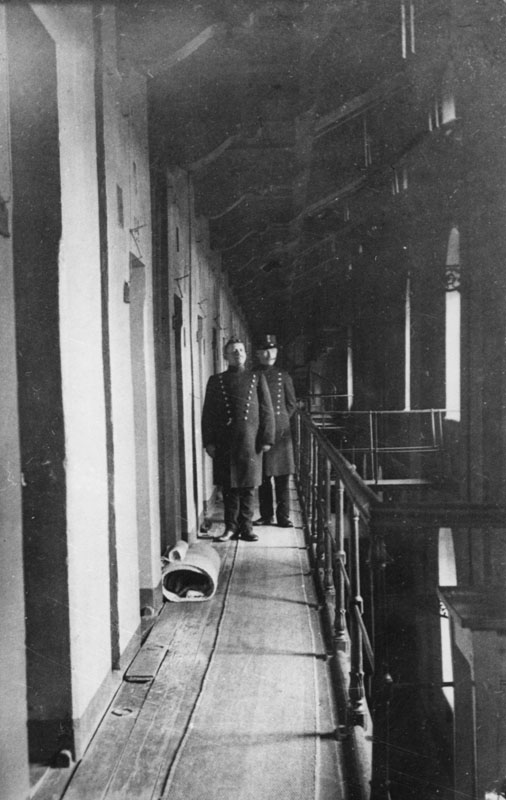
Manliga avdelningen